# جونیا ایتو (بازیکن فوتبال، زاده ۱۹۹۸)
جونیا ایتو (انگلیسی: Junya Ito؛ زادهٔ ۱۲ آوریل ۱۹۹۸) بازیکن فوتبال اهل ژاپن است.
از باشگاه‌هایی که در آن بازی کرده‌است می‌توان به باشگاه فوتبال توکیو اشاره کرد.